# Креффт, Джерард
Иоганн Людвиг Джерард Креффт (нем. Johann Ludwig Gerard Krefft; 1830—1881) — один из первых известных зоологов и палеонтологов Австралии. Родившись в Германии, Креффт выехал в 1850 году в США, а затем в 1852 году — в Австралию.
Он опубликовал более 150 научных работ, в том числе «Snakes of Australia» (1869), «A Catalogue of the Minerals and Rocks in the Australian Museum» и «A Short Guide to the Australian Fossil Remains in the Australian Museum» (1870) и «A Catalogue of the Minerals and Rocks in the Australian Museum» (1873). Креффт открыл и впервые научно описал в 1870 году двоякодышащую рыбу рогозуб (Neoceratodus forsteri), а также исследовал известняковые пещеры Веллингтона в Новом Южном Уэльсе в 1866 году и описал найденные там ископаемые остатки.
С 1860 по 1861 годы Джерард Креффт работал заместителем куратора Австралийского музея, а затем с 1861 по 1874 годы — его куратором и секретарём. Он собрал коллекцию музея, который получил международную репутацию в научном мире. Креффт переписывался с Чарльзом Дарвином, сэром Ричардом Оуэном и Альбертом Гюнтером из Британского музея. Он был первым сторонником эволюционной теории Дарвина.